# Troublemaker (Lied)
Troublemaker ist ein Lied des britischen Musikers Taio Cruz, das im Dezember 2011 erschien.

## Entstehung und Veröffentlichung
Getextet, komponiert sowie produziert wurde das Lied gemeinsam von Steve Angello, Carl Falk, Adetayo Onile-Ere (Taio Cruz) und Rami Yacoub.
Die Erstveröffentlichung von Troublemaker erfolgte am 2. Dezember 2011 bei Island Records, als Teil von Cruzs dritten Studioalbum TY.O (Katalognummer: 06025 2789171). Sieben Tage später erschien es als dritte Singleauskopplung aus dem Album. Diese erschien unter anderem als 2-Track-Single auf CD und zum Download, mit einem Remix als B-Seite (Katalognummer: 00602527910314). Darüber hinaus erschien auch eine digitale Maxi-Single, die um zwei weitere Remixe erweitert wurde.
Um das Lied zu bewerben, erfolgte im deutschsprachigen Raum ein Liveauftritt zur Hauptsendezeit, während der fünften Liveshow der ersten Staffel von The Voice of Germany. Er trat dabei zusammen mit den Teilnehmern Rino Galiano, Jasmin Graf, Ramona Nerra und Kim Sanders auf. Der Titel kann den Genres Elektropop und R&B zugeordnet werden.

## Musikvideo
Das Musikvideo wurde erstmals am 10. November 2011 auf der Videoplattform YouTube veröffentlicht. Es beginnt mit Cruz, vor einer weißen Wand stehend. Außerdem sieht man drei verschiedene Frauen: Eine läuft eine Halle entlang, die zweite steht zwischen zwei Wänden und tanzt und die dritte tanzt an der Stelle, an der Cruz am Anfang gestanden hat. Sobald der Refrain beginnt, weht es der vorher der Halle entlang gelaufenen Frau, die jetzt steht, einen Blumenkranz vom Kopf. In einer anderen Szene steht Cruz zwischen zwei Frauen in einem Gang, anschließend sieht man ihn dreimal, nebeneinander stehend, in einem an einer Seite und oben offenem Zimmer. Kurz vor dem Beginn des letzten Refrains fliegen neben ihm zwei Lamborghini Gallardos an die Wand und zersplittern. Ab diesem Zeitpunkt sieht man etwa 17 Frauen und Cruz auf einer Plattform stehen. Gedreht wurde das Video von Martin Weisz, Executive Producer war Sheira Reese Davies, geschnitten wurde es von Big L.

## Kommerzieller Erfolg

### Chartplatzierungen
Troublemaker avancierte zum Top-10-Erfolg im Vereinigten Königreich (Rang 3), Deutschland (Rang 6), der Schweiz (Rang 7) oder auch Australien.
| ChartsChartplatzierungen     | Höchstplatzierung | Wochen |
| ---------------------------- | ----------------- | ------ |
| Deutschland (GfK)            | 6 (26 Wo.)        | 26     |
| Österreich (Ö3)              | 12 (18 Wo.)       | 18     |
| Schweiz (IFPI)               | 7 (22 Wo.)        | 22     |
| Vereinigtes Königreich (OCC) | 3 (7 Wo.)         | 7      |

| ChartsJahrescharts (2012) | Platzierung |
| ------------------------- | ----------- |
| Deutschland (GfK)         | 46          |
| Österreich (Ö3)           | 63          |
| Schweiz (IFPI)            | 58          |

### Auszeichnungen für Musikverkäufe
| Land/Region        | Auszeichnungen für Musikverkäufe (Land/Region, Auszeichnung, Verkäufe) | Verkäufe |
| ------------------ | ---------------------------------------------------------------------- | -------- |
| Australien (ARIA)  | Platin                                                                 | 70.000   |
| Deutschland (BVMI) | Gold                                                                   | 150.000  |
| Schweiz (IFPI)     | Platin                                                                 | 30.000   |
| Insgesamt          | 1× Gold · 2× Platin ·                                                  | 250.000  |

Hauptartikel: Taio Cruz/Auszeichnungen für Musikverkäufe